# Hyposoter meridionalis
Hyposoter meridionalis är en stekelart som först beskrevs av Smits van Burgst 1914.  Hyposoter meridionalis ingår i släktet Hyposoter och familjen brokparasitsteklar. Inga underarter finns listade i Catalogue of Life.